# IUP
IUP — кроссплатформенная библиотека базовых элементов графического пользовательского интерфейса с использованием языков C и Lua. С её помощью можно создавать быстрые, не требующие компиляции графические приложения.

## Поддерживаемые языки и платформы
В среде Linux и других Unix-подобных операционных систем работает посредством Gtk, Motif/Lesstif или непосредственно взаимодействуя с X-сервером. В Windows использует графические средства данной операционной системы. В 2017 году были представлены бэкэнды, позволяющие разрабатывать с помощью IUP нативные приложения для MacOS, iOS, Android, а также веб-приложения с использованием Emscripten.
Библиотека написана на C, её архитектура позволяет достаточно естественным образом использовать её из объектно-ориентированного кода на C++. Будучи, как и Lua, разработанной в Католическом университете Рио-де-Жанейро, она «из коробки» поддерживает интеграцию с этим скриптовым языком.
Доступны также библиотеки-обвязки для использования IUP во множестве языков, таких как Ruby, Euphoria, FreeBasic, Perl, Scheme, Eiffel, Nim и других.

## Особенности
Для описания файлов ресурсов в IUP традиционно используется язык LED, который в современных версиях библиотеки считается устаревшим и заменяется языком Lua. Можно создавать IUP-приложения и без использования LED или Lua, пользуясь только C API. 
В поставку библиотеки входит также разработанная в 1994 году IupVisualLED, простая RAD IDE, позволяющая редактировать GUI-диалоги в режиме, близком к WYSIWYG. IupVisualLED также позволяет экспорт полученного кода на LED, Lua или C. Для работы с Lua-скриптами в состав IUP входит IupLuaScripter — редактор Lua-кода с поддержкой отладки.
IUP имеет достаточно минималистичный API (около ста C-функций) и отличается от других аналогичных библиотек способом реализации 4 важных концепций:
- Время создание управляющих элементов. При создании виджета не происходит его немедленного отображения в ОС. Оно выполняется при показе содержащего виджет диалога или путём ручного вызова функции IupMap для этого диалога.
- Система атрибутов. В IUP очень мало функций, поскольку основным способом работы с виджетами является доступ к их атрибутам (текстового типа) с помощью  функций IupSetAttribute и IupGetAttribute.
- Абстрактное позиционирование макета. Виджеты в IUP никогда не позиционируются путём явного задания координат; их позиции рассчитываются динамически, в соответствии с абстрактной иерархией макета, задаваемой с помощью виджетов-контейнеров IupFill, IupHbox, IupVbox и т. д. (впрочем, явное позиционирование допускается внутри виджетов-контейнеров специального типа).
- Система обратных вызовов. Язык LED поддерживает косвенное задание связи виджетов с функциями обратного вызова. Для связывания Си-функции используется конструкция IupSetFunction имя с последующим связыванием атрибутов обратного вызова с использованием IupSetAttribute. Также можно осуществлять прямое связывание виджета с callback-функцией с помощью IupSetCallback.

При проектировании IUP удалены ограничения на класс/тип экземпляров объекта, но сохранена иерархия наследования в стиле Lua (см. прототипное программирование).
Начиная с версии 3.9, IUP поддерживает работу со строками в формате UTF-8.

## Дополнительные функции
Кроме функций создания виджетов, IUP предлагает ряд дополнительных возможностей:
- рисование;
- создание массивов и хеш-таблиц;
- работа со строками;
- получение информации о шрифтах;
- получение информации о системе.

## Лицензия
IUP доступно для скачивания, бесплатного использования, модификации, использования в коммерческих целях и распространения под лицензией MIT.